# Consejo de Liderazgo Presidencial
El Consejo de Liderazgo Presidencial (en árabe: مجلس القيادة الرئاسي‎) es el órgano ejecutivo plural que actualmente gobierna Yemen, siendo el gobierno internacionalmente reconocido. Su presidente es Rashad al-Alimi.

## Historia
Fue creado el 7 de abril de 2022, en Riad, Arabia Saudita, para buscar una «solución política integral» a la guerra civil yemení. Su creación se dio en medio de una tregua de dos meses, y en consecuencia de la renuncia del presidente Abd Rabbuh Mansur al-Hadi, que transfirió todos los poderes del presidente y vicepresidente al consejo, a la vez que también relevó a su vicepresidente Ali Mohsen al-Ahmar.
Está encabezado por Rashad Muhammad Al-Alimi y tiene una membresía de ocho miembros. La mayoría de sus miembros están afiliados a movimientos leales al Gobierno de al-Hadi, si bien también incluye a líderes separatistas como Aidarus al-Zoubaidi, presidente del Consejo de Transición del Sur.

## Miembros
La siguiente es la composición del Consejo:
| Nombre                     | Cargo          | Partido                            |
| -------------------------- | -------------- | ---------------------------------- |
| Rashad al-Alimi            | Presidente     | Congreso General del Pueblo        |
| Tareq Saleh                | Vicepresidente | Congreso General del Pueblo        |
| Sultan Ali al-Arada        | Miembro        | Congregación Yemení por la Reforma |
| Abed al-Rahman Abu Zara'a  | Miembro        | Militar                            |
| Abdullah al-Alimi Bawazeer | Miembro        | Congregación Yemení por la Reforma |
| Othman Hussein Megali      | Miembro        | Congreso General del Pueblo        |
| Aidarus al-Zoubaidi        | Miembro        | Movimiento de Yemen del Sur        |
| Faraj Salmin al-Bahsani    | Miembro        | Congreso General del Pueblo        |
| Abdulrahman Al-Mahrami     | Miembro        | Militar                            |